# 巴倫海崖
巴倫海崖（英語：Barren Bluff），是南極洲的海崖，位於維多利亞地的彭內爾海岸，處於雷尼克冰川上游西岸，屬於錫昆斯山的一部分，由新西蘭南極名稱諮詢委員會命名，現時由南極條約體系管理。